# Погосян, Мигран Суренович
Мигран Суренович Погосян (арм. Միհրան Պողոսյան, 29 мая 1976, Ереван) — Главный принудительный исполнитель Армении (2008—2016), генерал-майор юстиции. Кандидат экономических наук.

## Биография
Мигран Погосян родился 29 мая 1976 года в Ереване. С 1983 по 1990 год посещал среднюю школу № 62. По её окончании поступил в Физико-математический колледж им. Анании Ширакаци. В 1993 году окончил колледж и поступил в Ереванский государственный университет на экономический факультет. В 1998 году окончил университет с присвоением квалификации «экономист». С 1998 по 2000 год проходил службу в специальном боевом подразделении Службы Национальной безопасности Армении. В 2000—2006 годах — оперуполномоченный Ереванского городского управления СНБ РА. В 2004—2006 годах учился в Московском международном независимом эколого-политологическом университете (квалификация — юрист, специальность — правоведение). С 2006 по 2007 год служил старшим оперуполномоченным СНБ НКР в звании майора. В 2007—2008 годах был заместителем главного принудительного исполнителя в службе ПИСА Министерства юстиции РА. 11 июня 2008 года вступил в должность главного принудительного исполнителя РА, полковник юстиции. Указом Президента Армении от 20 февраля 2012 года Миграну Погосяну присвоено звание генерал-майора юстиции. Ученый совет Министерства юстиции Армении присвоил Погосяну звание «Почётный профессор».
18 апреля 2016 года Погосян подал заявление об отставке.
2 апреля 2017 года Погосян был избран депутатом Национального Собрания РА по территориальному избирательному списку РПА от первого избирательного округа.
В 2019 году Мигран Погосян основал в Российской Федерации строительную компанию, компания задействована в ряде проектов.
В январе 2024 года решением учредительного съезда партии "Национальное Единство Армян" (НЕА) Мигран Погосян был избран председателем НЕА.

## Семья
Женат, имеет дочь и двух сыновей.

## Награды
- медаль Полиции РА «За защиту закона»,
- медаль Министерства по чрезвычайным ситуациям РА «За содружество во имя спасения»
- медаль Федеральной службы судебных приставов Российской Федерации «За заслуги», «За активное содействие»
- нагрудный знак «Почетный работник Службы обеспечения принудительного исполнения судебных актов Министерства юстиции Нагорно-Карабахской Республики»,
- нагрудный знак «Почетный сотрудник Федеральной службы судебных приставов»,
- нагрудный знак «50-летие Главного следственного управления».